# Gieorgij Kłoczko
Gieorgij Jakowlewicz Kłoczko, ros. Георгий Яковлевич Клочко (ur. 1925 w Zabłudowie, zm. 1977 w ZSRR) – radziecki skrzypek i dyrygent, wykładowca akademicki.
Od piątego roku życia uczestniczył w koncertach gry na skrzypcach w gimnazjum rosyjskim w Brześciu nad Bugiem, gdzie jego ojciec uczył śpiewu i prowadził chór szkolny. Po wizycie w mieście prof. Wacława Kochańskiego w połowie lat 30., Gieorgij Kłoczko został jego uczniem w liceum muzycznym przy Konserwatorium Muzycznym w Warszawie. Od początku nauki grał na skrzypcach w szkolnej orkiestrze symfonicznej. Kiedy prof. Kochański zmarł na początku czerwca 1939 roku, powrócił do Brześcia, gdzie wkrótce zastała go agresja na Polskę Armii Czerwonej. Skierowano go do szkoły muzycznej przy Konserwatorium Muzycznym w Mińsku. Po ataku wojsk niemieckich na ZSRR 22 czerwca 1941 roku, został ewakuowany do Namanganu, gdzie został członkiem orkiestry wojskowej. Pod koniec wojny przyjechał do Moskwy, wstępując do Instytutu Dyrygentów Wojennych. Po ukończeniu nauki w stopniu oficerskim odbywał służbę wojskową w Polsce, a następnie NRD. W połowie lat 50. ukończył Konserwatorium Muzyczne w Mińsku, po czym został muzykiem orkiestry symfonicznej. Po kilku latach objął funkcję docenta w katedrze instrumentów smyczkowych mińskiego Konserwatorium Muzycznego. Występował na licznych koncertach skrzypcowych. Otrzymał tytuł „Zasłużonego artysty Białoruskiej Socjalistycznej Republiki Radzieckiej”.